# Чеље Месапика
Чеље Месапика (итал. Ceglie Messapica) је насеље у Италији у округу Бриндизи, региону Апулија.
Према процени из 2011. у насељу је живело 16536 становника. Насеље се налази на надморској висини од 301 м.

## Географија
| Клима (Чеље Месапика)      | Клима (Чеље Месапика) | Клима (Чеље Месапика) | Клима (Чеље Месапика) | Клима (Чеље Месапика) | Клима (Чеље Месапика) | Клима (Чеље Месапика) | Клима (Чеље Месапика) | Клима (Чеље Месапика) | Клима (Чеље Месапика) | Клима (Чеље Месапика) | Клима (Чеље Месапика) | Клима (Чеље Месапика) | Клима (Чеље Месапика) |
| Показатељ \ Месец          | .Јан.                 | .Феб.                 | .Мар.                 | .Апр.                 | .Мај.                 | .Јун.                 | .Јул.                 | .Авг.                 | .Сеп.                 | .Окт.                 | .Нов.                 | .Дец.                 | .Год.                 |
| -------------------------- | --------------------- | --------------------- | --------------------- | --------------------- | --------------------- | --------------------- | --------------------- | --------------------- | --------------------- | --------------------- | --------------------- | --------------------- | --------------------- |
| Средњи максимум, °C (°F)   | 10,5 (50,9)           | 10,4 (50,7)           | 13,3 (55,9)           | 17,4 (63,3)           | 21,8 (71,2)           | 26,6 (79,9)           | 29,4 (84,9)           | 29,5 (85,1)           | 24,8 (76,6)           | 20,2 (68,4)           | 15,8 (60,4)           | 11,7 (53,1)           | 29,5 (85,1)           |
| Средњи минимум, °C (°F)    | 4,2 (39,6)            | 4,4 (39,9)            | 6,5 (43,7)            | 8,5 (47,3)            | 12,5 (54,5)           | 16,7 (62,1)           | 18,8 (65,8)           | 18,6 (65,5)           | 16,3 (61,3)           | 12,9 (55,2)           | 9,4 (48,9)            | 5,8 (42,4)            | 4,2 (39,6)            |
| Количина падавина, mm (in) | 83,2 (32,76)          | 72,3 (28,46)          | 65,1 (25,63)          | 45,2 (17,8)           | 39,6 (15,59)          | 30,2 (11,89)          | 25,2 (9,92)           | 27,2 (10,71)          | 38,6 (15,2)           | 65,6 (25,83)          | 95 (37,4)             | 85,1 (33,5)           | 672,3 (264,69)        |
| [ тражи се извор ]         |                       |                       |                       |                       |                       |                       |                       |                       |                       |                       |                       |                       |                       |

## Становништво
Према резултатима пописа становништва 2011. у општини је живело 20.209 становника.
| 1931.  | 1936.  | 1951.  | 1961.  | 1971.  | 1981.  | 1991.  | 2001.  | 2011.  |
| ------ | ------ | ------ | ------ | ------ | ------ | ------ | ------ | ------ |
| 20.924 | 20.764 | 23.018 | 22.381 | 20.598 | 20.571 | 20.805 | 21.370 | 20.209 |